# Faro (película)
Faro (originalmente titulada El faro) es una película española de terror, thriller y drama coproducida y dirigida por Ángeles Hernández, quien la coescribió junto al coproductor David Matamoros y junto a José Pérez Quintero y Álvaro Urtizberea. Está protagonizada por Hugo Silva, Zoe Arnao, Sergio Castellanos, Irene Montalà, María Ribera, Carles Cuevas y Noelia Balbo. Tiene previsto su estreno en cines españoles para el 26 de enero de 2024, de la mano de Alfa Pictures.

## Trama
Lidia (Zoe Arnao) y su padre, Pablo (Hugo Silva), vuelven al faro familiar tras sufrir un trágico accidente en un velero en alta mar. Pablo teme por el frágil equilibrio emocional de Lidia, mientras que Lidia está molesta por la falta de confianza de su padre. Pronto, Lidia descubre que algo extraño está pasando en el Faro, y que un peligro les acecha si no averiguan la verdad que esconde en él.

## Reparto
- Hugo Silva como Pablo
- Zoe Arnao como Lidia
- Sergio Castellanos
- Irene Montalà
- María Ribera
- Carles Cuevas
- Noelia Balbo

## Producción
El 3 de diciembre de 2020, el ICAA anunció que había repartido 40 millones de euros en ayudas generales a la producción de largometrajes entre 35 películas, entre las que se incluye la película de suspenso El faro, la cual estaría dirigida por Ángeles Hernández. El rodaje de la película comenzó en abril de 2022, con Hugo Silva, Irene Montalà, Zoe Arnao y Sergio Castellanos como protagonistas, y tuvo lugar en Menorca, Mallorca, San Pedro de Ribas y Tarrasa. Para julio de 2022, se anunció que la película había entrado en posproducción.
El presupuesto de la película es de 2.5 millones de euros, incluyendo 480.000 euros provenientes de las ayudas generales del ICAA.

## Lanzamiento y marketing
Originalmente, los productores de El faro tenían previsto estrenarla durante el segundo semestre de 2023, dependiendo de la ruta previa de la película por festivales. A finales de noviembre de 2023, la distribuidora Alfa Pictures anunció que la película, retitulada Faro, se estrenaría en cines españoles el 26 de enero de 2024.

## Recepción

### Taquilla
En su primera semana, Faro se estrenó en 78 cines, coincidiendo principalmente con los estrenos de Pobres criaturas, Los tres mosqueteros: Milady, Patrick, Miller's Girl, El fantasma de Canterville y Un mal día lo tiene cualquiera, entre otras películas. La película obtuvo 13.669 euros en 77 cines en su estreno, para un promedio por copia de 178 euros, debutando fuera del Top 25 de la taquilla; aunque se desconoce en qué puesto acabó con las cifras definitivas, en las recaudaciones provisionales acabó en el puesto 30 de la taquilla.

### Crítica
Faro ha recibido críticas mixtas a negativas por parte de los críticos. Javier Ocaña de Cinemanía le dio a la película dos estrellas y media de cinco, diciendo que "todo huele a demasiado visto, a cliché estilístico y tonal" y que "los elementos dramáticos nunca están bien engarzados con el cine de género" para al final decir que "hace aguas por demasiados flancos con su esquelético y disperso guion", aunque elogió su fotografía y aspecto artístico general como "notables". Jorge Loser de Espinof le dio a la película tres estrellas de cinco, escribiendo que, en comparación con otras cintas como La piel fría, El faro o Shepherd, es "más blandita, enfocada a un público amplio y sin gran urgencia por encajar de forma diferente en el subgénero" y que "funciona como un drama familiar", aunqur catalogó su uso de elementos de género como "casi naif, aunque no hay un desinterés sino más bien pereza en tratar de dar una vuelta a los mecanismos que ya hemos visto centenares de veces", para al final decir que "no es esta una de las que vaya a ser recordada, pese a tener muchos ingredientes fluyendo en la dirección correcta, o al menos el corazón" y que "se puede mirar con optimismo el hecho de que al menos se haya intentado". Lucía Ruiz de El Palomitrón escribió que la película "cojea [en] el guion y su intento de abordar numerosos géneros" y que "se queda a medio gas entre el drama, el thriller y el terror, sin conseguir del todo los objetivos finales de ambos", además de catalogar el montaje como "algo inconexo [...] deja confuso al espectador" y decir de su giro final que "no se llega a entender del todo", aunque también admitió que "visualmente es muy bella y los efectos especiales [...] están muy bien conseguidos y funcionan gratamente".
José María Aresté de deCine21 le dio a la película un 4 de 10, hablando positivamente de su diseño de producción como "cuidado [...] con algunas imágenes muy sorprendentes e impactantes en relación a sustos y espectros" y de las interpretaciones de Hugo Silva y sobre todo de Zoe Arnao, pero también criticando que narrativamente "resulta muy simple y reiterativa" y que los simbolismos "resultan algo obvios y también se repiten una y otra vez". Enrique Abenia de Heraldo de Aragón le dio a la cinta dos estrellas de cinco, escribiendo que la película "nunca consigue transmitir lo que canalizan por sí mismos sus elementos" y que, aunque Ángeles Hernández "exhibe ganas por contar la historia y vestirla para incentivar el interés", su tratamiento "se antoja pobre y, sobre todo, obvio", además de describir la dinámica entre los protagonistas como "muy repetitiva" y decir que el principio "desprende un carácter postizo del que ya no escapa el relato" y que el viraje "termina subrayando más los vacíos del guión", aunque sí catalogó las actuaciones de Silva y Arnao como "correctas".